# Paradise Oskar
Paradise Oskar (настоящее имя певца — А́ксель Э́нстрём, швед. Axel Ehnström; род. 23 октября 1990, Киркконумми, Финляндия) — шведоязычный певец и автор песен, родившийся и проживающий в Финляндии. Участник Конкурса песни Евровидение 2011.

## Биография
Родился 23 октября 1990 года в Киркконумми — пригороде Хельсинки.
Свой псевдоним Paradise Oskar (в примерном переводе — «Счастливый Оскар») певец взял из книги шведской писательницы Астрид Линдгрен «Расмус-бродяга», в которой Paradise Oskar — бродяга, играющий на аккордеоне.
С осени 2010 года Аксель Энстрём учится в Консерватории поп- и джазовой музыки в Хельсинки.

## Евровидение 2011
Оскар принял участие во втором полуфинале национального отборочного тура, где он прошёл в финал вместе с двумя другими участниками. 12 февраля Оскар победил в финском национальном отборочном туре с песней «Da Da Dam», получив наибольшее количество SMS — 46,7 % голосов. Таким образом, он получил право представлять Финляндию на Конкурсе песни Евровидение 2011 в Дюссельдорфе (Германия) в мае 2011 года.
10 мая в первом полуфинале «Евровидения 2011», в котором принимали участие 19 исполнителей, Оскар стал одним из десяти победителей и вышел в финал конкурса. 14 мая в финале он выступал под первым номером. В результате голосования набрал 57 баллов и занял 21-е место. 
На Евровидении Оскар выступал с доставшейся ему в наследство от отца гитарой производства гитарной мастерской «Ландола» из финского города Пиетарсаари.